# Dancla Stradivarius (1703)
Cây vĩ cầm Dancla của Stradivari là một cây vĩ cầm của Stradivarius chế tác năm 1703 với cái tên "Dancla." Cây đàn được làm bởi nghệ nhân làm đàn người Ý Antonio Stradivari ở Cremona và được đặt theo tên của nghệ sĩ vĩ cầm người Pháp Charles Dancla. Cây vĩ cầm hiện thuộc sở hữu của ngân hàng Landesbank Baden-Württemberg và hiện đang được nghệ sĩ vĩ cầm người Đức Linus Roth mượn.

## Lịch sử
Cây vĩ cầm được chế tạo bởi nhà sản xuất nhạc cụ Antonio Stradivari vào khoảng năm 1703 và mặt sau của nhạc cụ này là 35,6 cm (14,0 in). Cây vĩ cầm được đặt theo tên của nghệ sĩ vĩ cầm người Pháp Charles Dancla vì ông là người đã chơi cây đàn trong hai thập kỷ. Năm 1959, cây vĩ cầm được mô tả là có "âm sắc đặc biệt" và vẫn ở trong tình trạng "hoàn hảo". Cây vĩ cầm chế tác năm 1703 này được gọi là 'Dancla' vẫn giữ nhãn của nhà sản xuất 'Antonius Stradivarius Cremonensis Faciebat Anno 1703'. Có hai cây vĩ cầm Stradivarius có chung tên "Dancla", một chiếc được sản xuất vào năm 1703 và một chiếc khác cũng thuộc sở hữu của Charles Dancla là cây Dancla Stradivarius (1710).